# 東區地下街

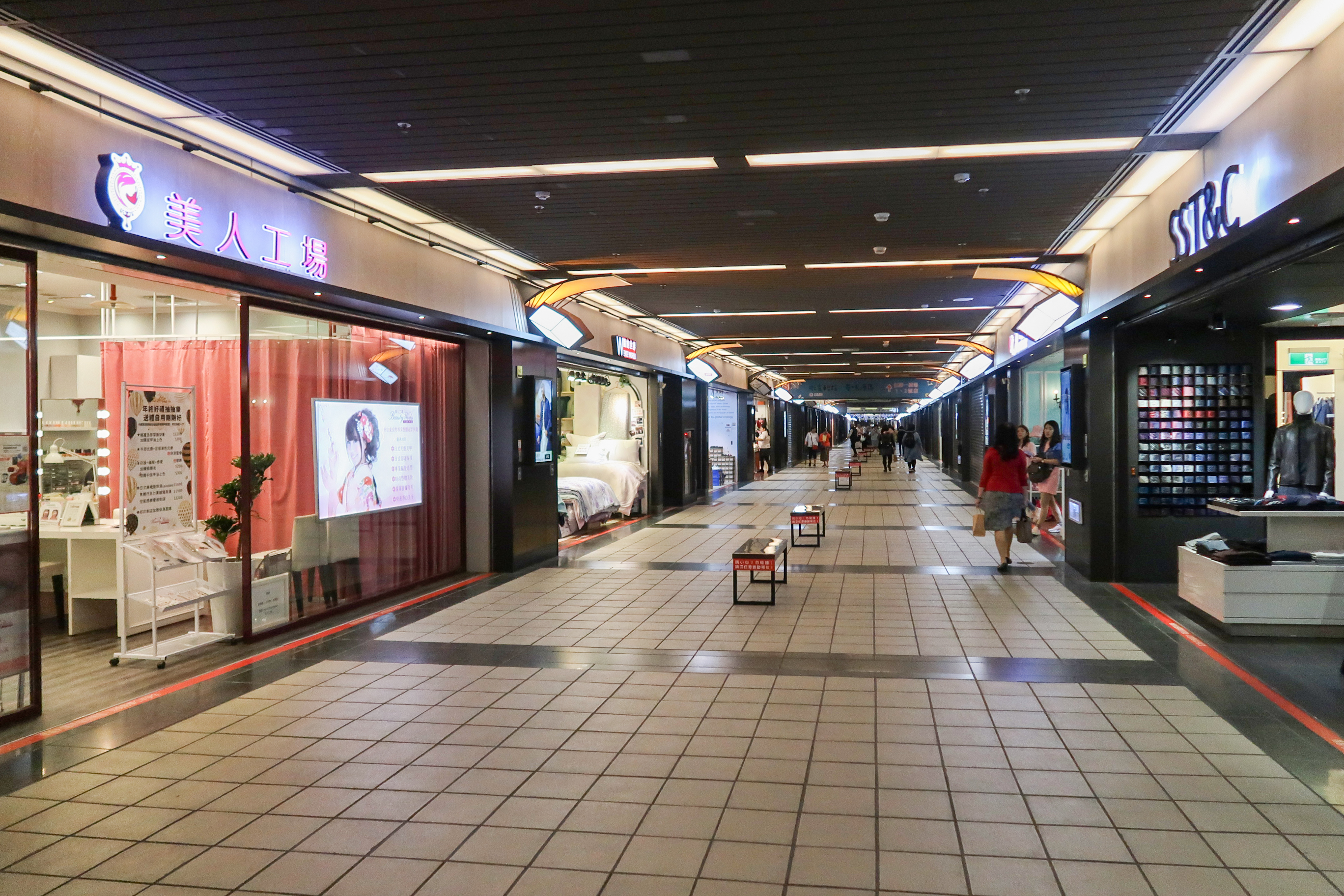
地下街商店（2019年）

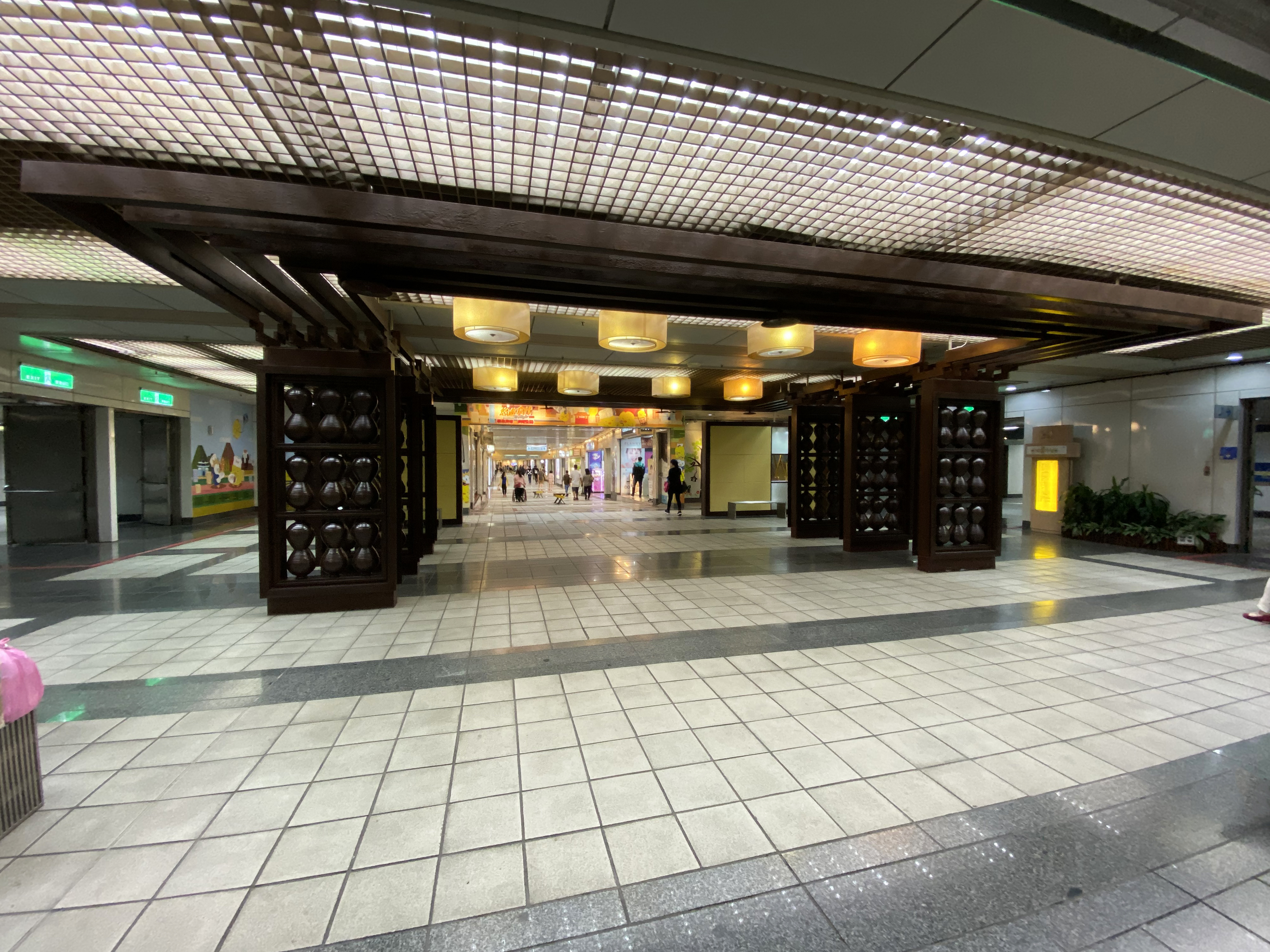
東區地下街第五廣場（2019年）

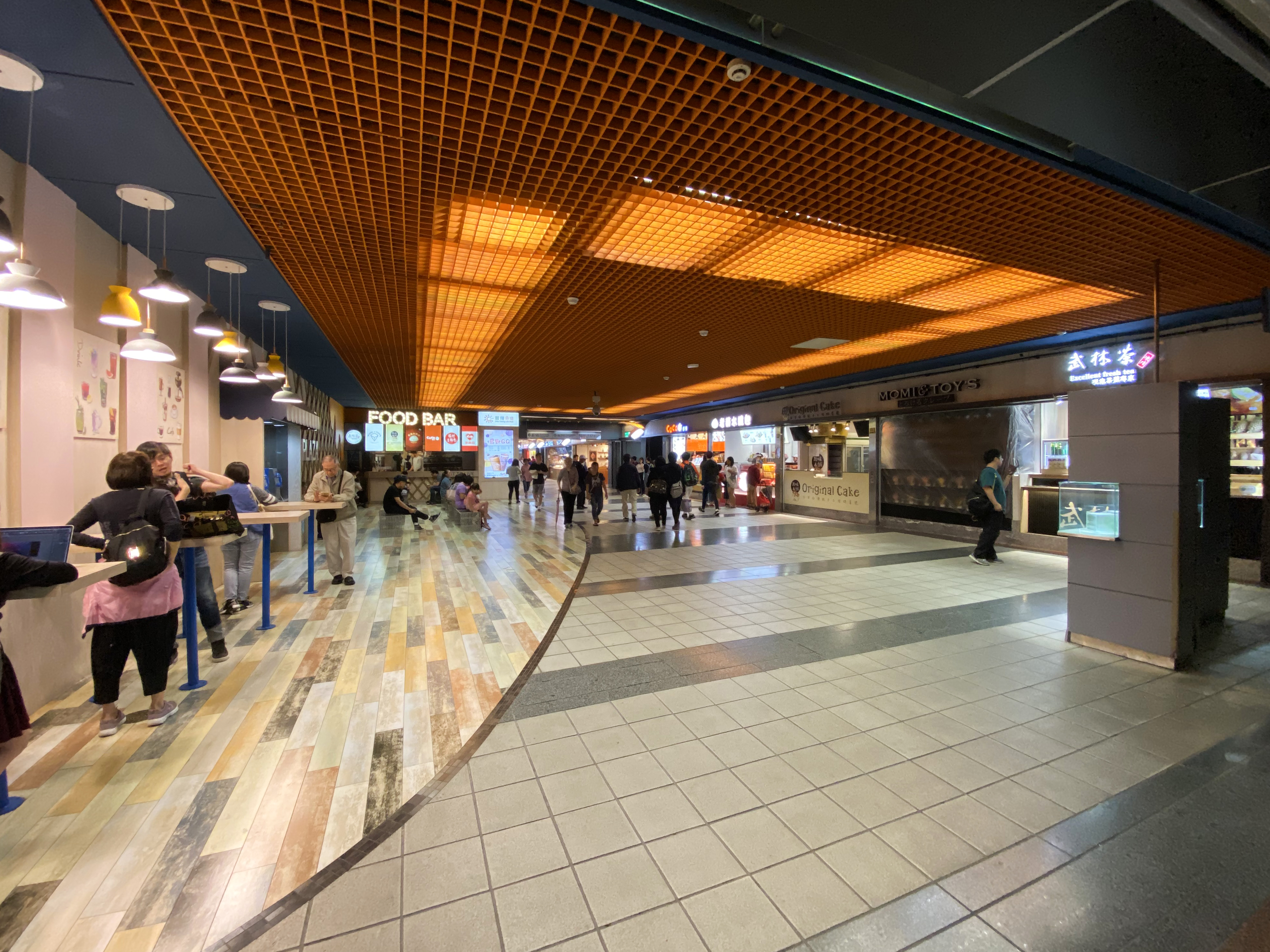
鄰近忠孝復興站的美食檔位

東區地下街位於臺灣臺北市大安區，是臺北市地下商店街之一。

## 歷史
2002年7月19日：東區地下街正式對外營運。

## 構造及位置
東區地下街位於忠孝東路下方，西起忠孝復興站站體東側，東至忠孝敦化站站體東側；地下街西側所在樓層等於忠孝復興站地下一樓穿堂層，東側所在樓層則略高於忠孝敦化站地下一樓穿堂層。全長725公尺，樓地板面積10446平方公尺，容留人數管制量4047人。地下街共有十七個出入口，其中出口1～8即為忠孝敦化站出入口；西側以長廊和忠孝復興站連通。

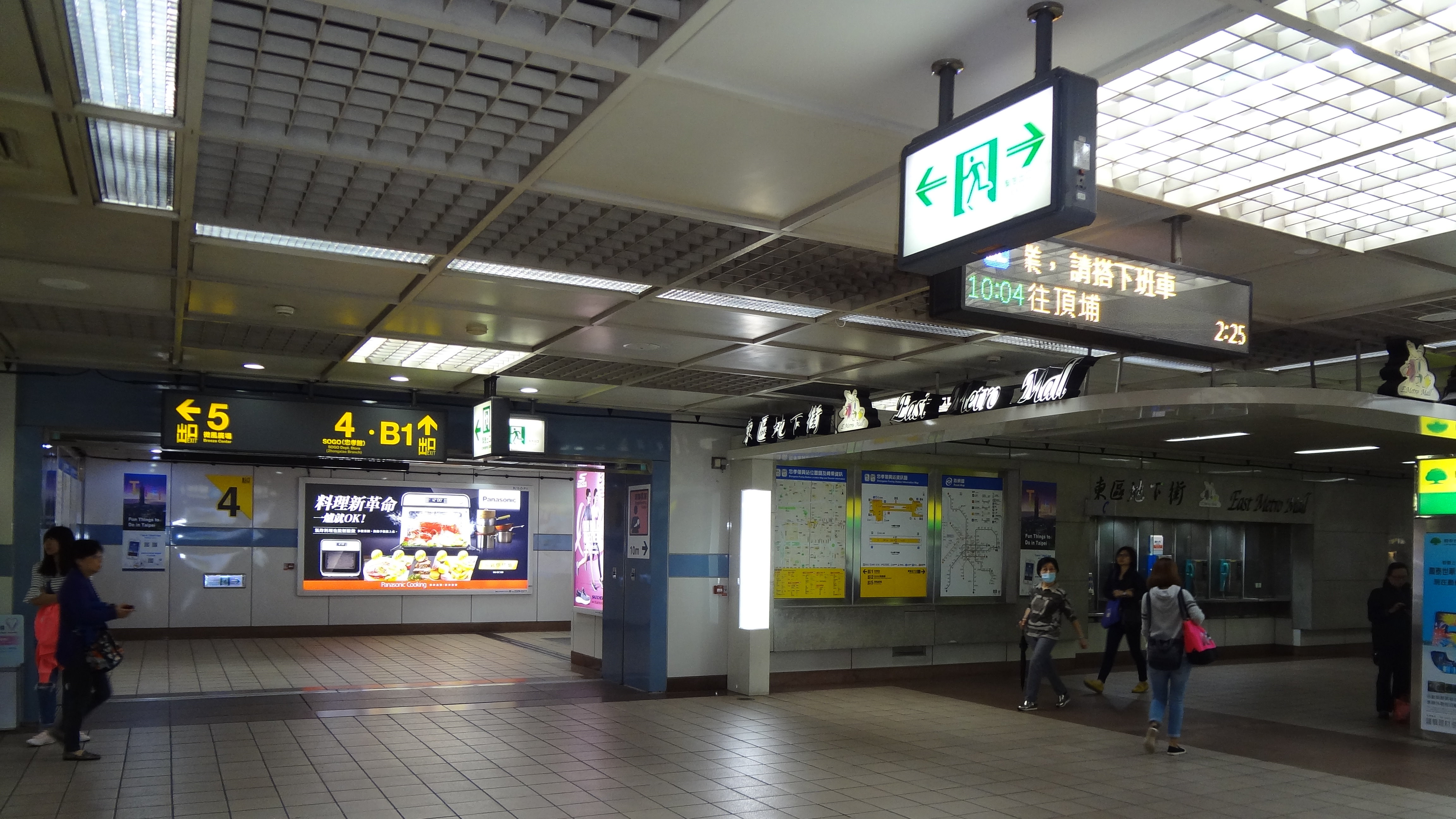
忠孝復興站東區地下街起點
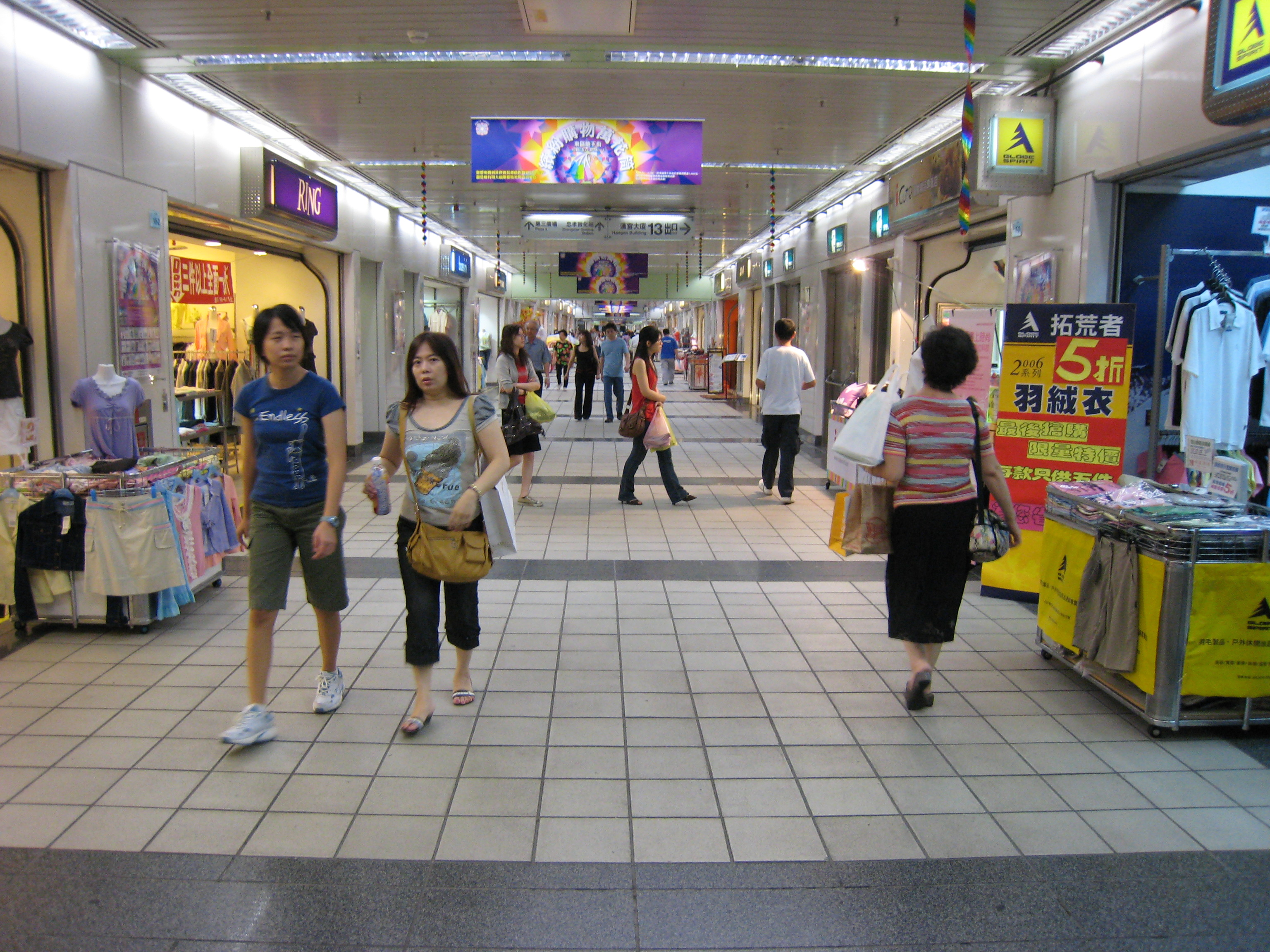
東區地下街13號出口附近內貌（2007年）
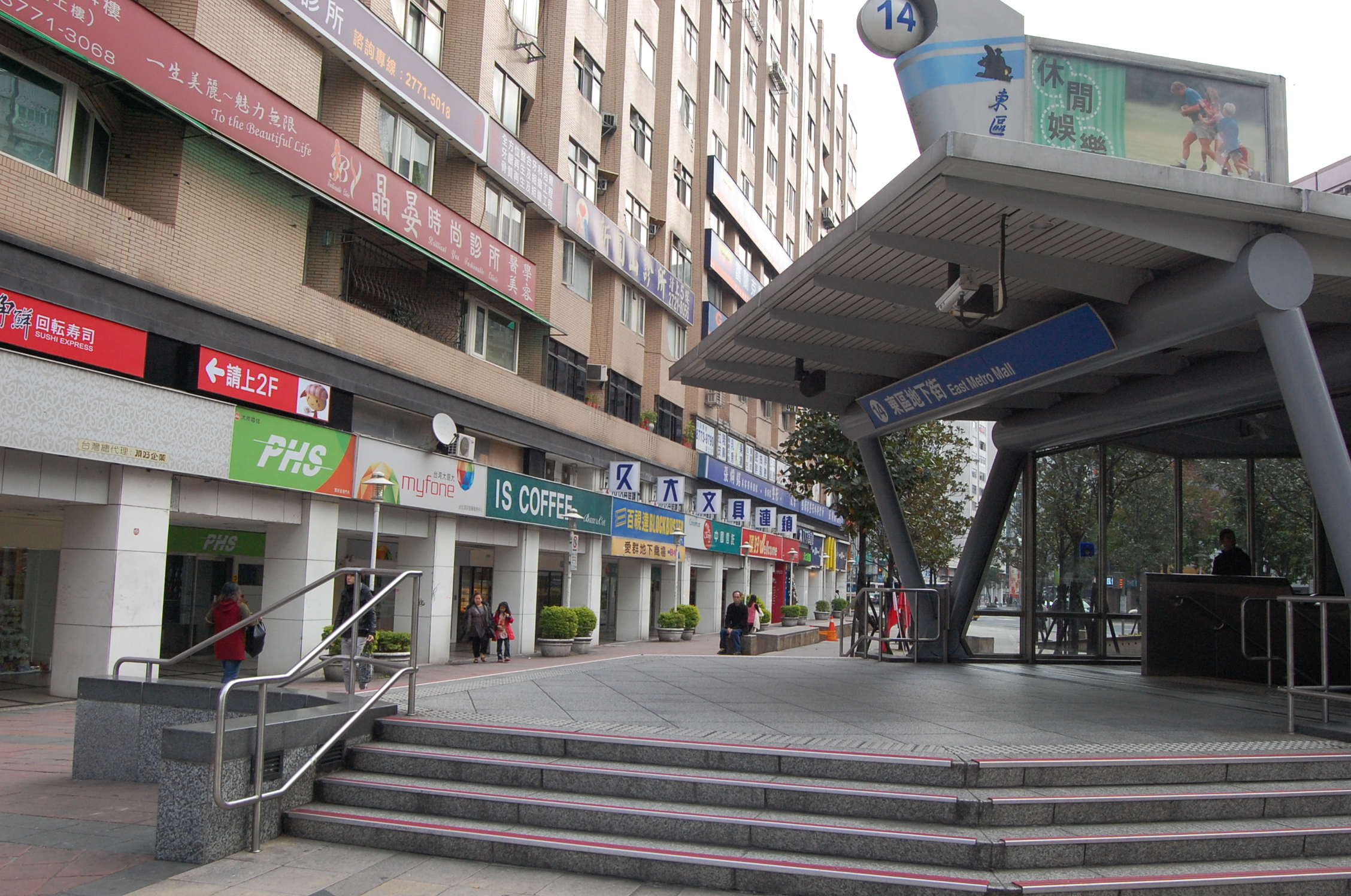
東區地下街14號出口
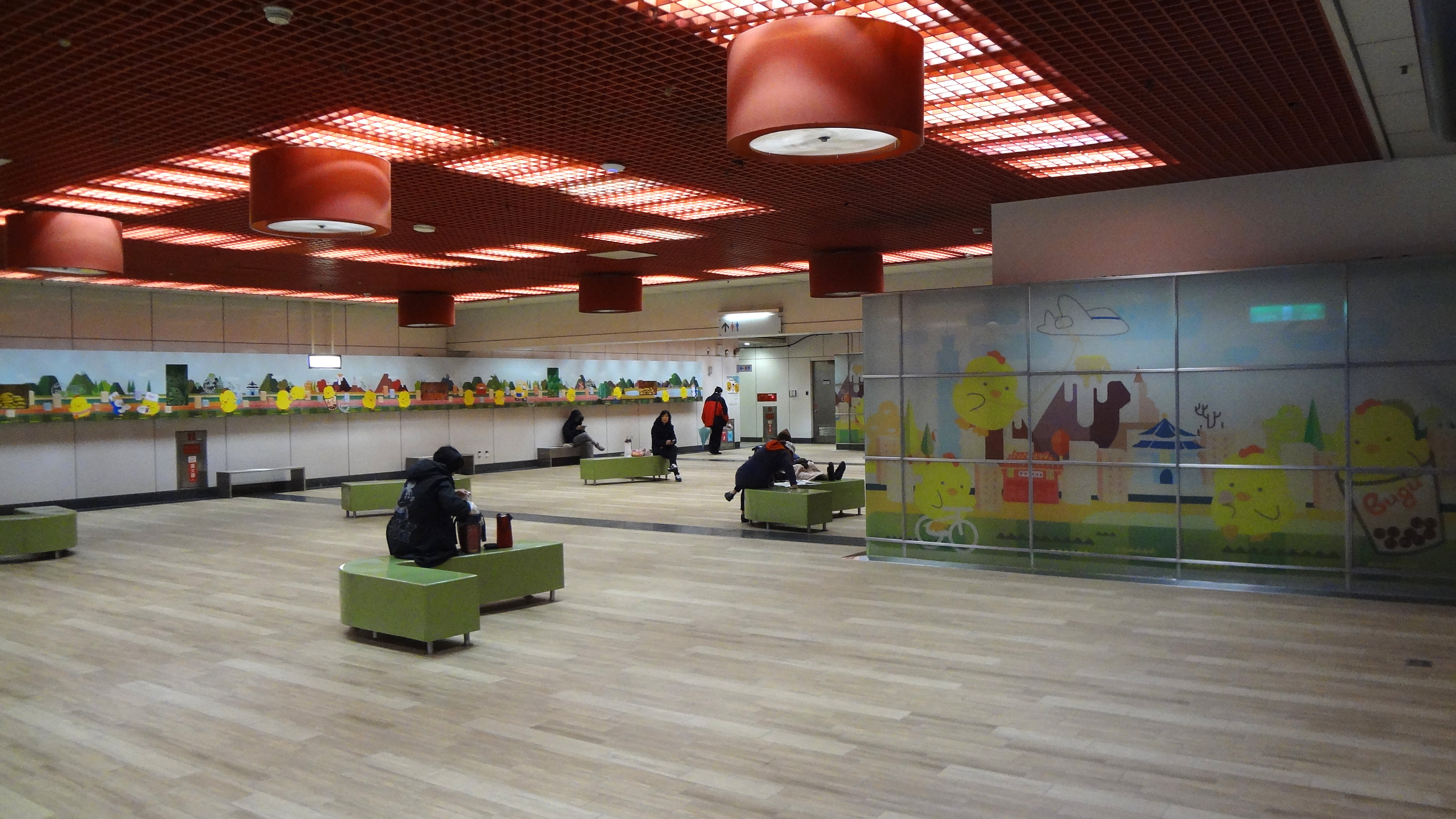
東區地下街第七廣場（2018年）
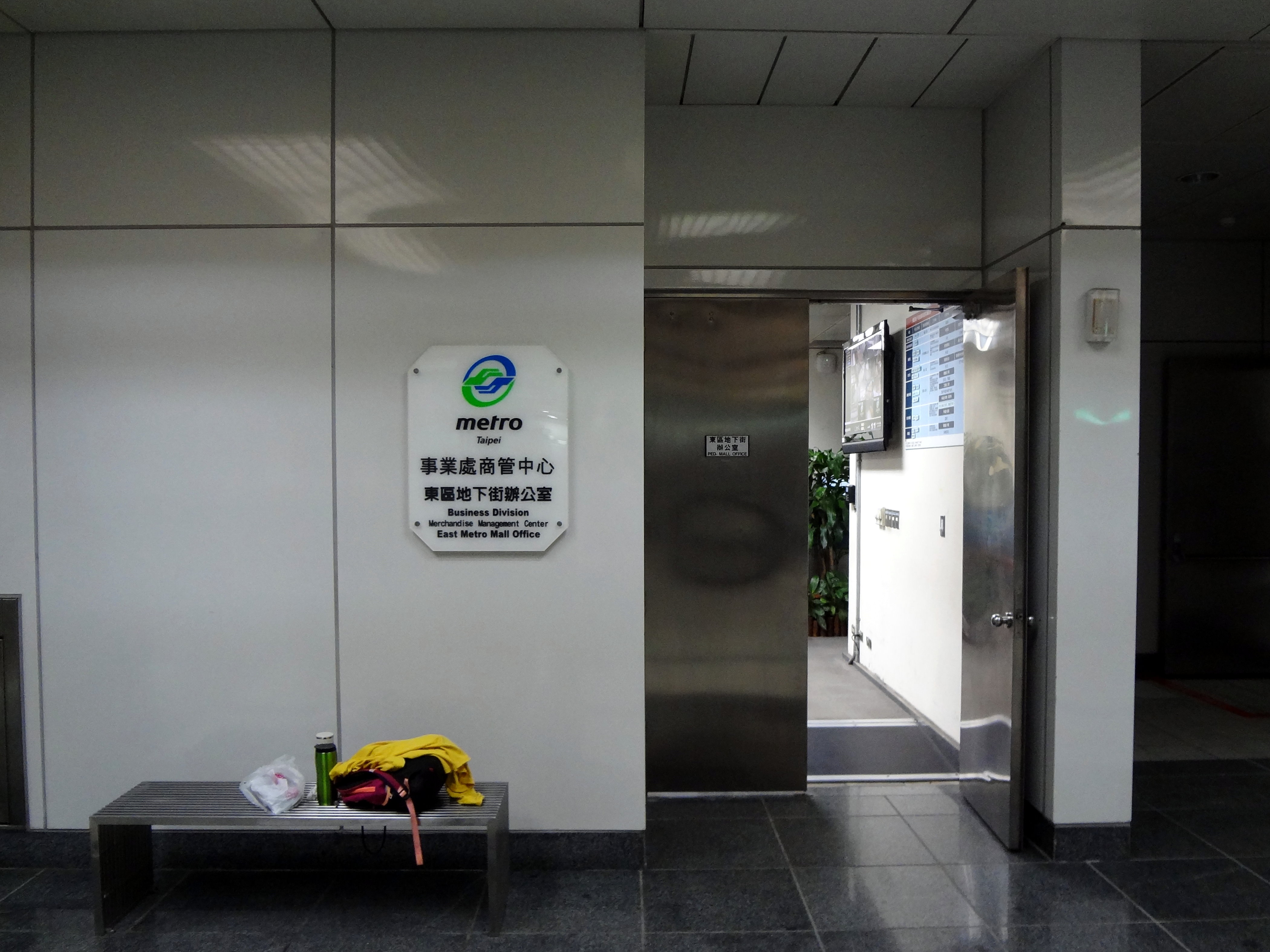
臺北捷運公司事業處商管中心東區地下街辦公室

### 出入口
| 出入口   | 圖片 | 位置                              |
| -------- | ---- | --------------------------------- |
| 出入口1  |      | 忠孝東路四段                      |
| 出入口2  |      | 統領廣場                          |
| 出入口3  |      | 明曜百貨                          |
| 出入口4  |      | 彰化銀行                          |
| 出入口5  |      | 光啟社                            |
| 出入口6  |      | 安和路一段                        |
| 出入口7  |      | 光武市場                          |
| 出入口8  |      | 敦化南路一段                      |
| 出入口9  |      | 市民大道四段                      |
| 出入口10 |      | 復興中小學                        |
| 出入口11 |      | 中心綜合醫院                      |
| 出入口12 |      | 遠東SOGO百貨台北店敦化館 龍門廣場 |
| 出入口13 |      | 漢宮大廈                          |
| 出入口14 |      | 頂好廣場 921平安鐘                |
| 出入口15 |      | 大安路一段                        |
| 出入口16 |      | 遠東SOGO百貨台北店忠孝館          |
| 出入口17 |      | 復興南路一段                      |

## 外部連結
- 東區地下街-捷運地下街資訊.臺北大眾捷運股份有限公司.2023-06-15（页面存档备份，存于）
- 捷運地下街:東區地下街-宣導專區.臺北大眾捷運股份有限公司.2015-12-31 （页面存档备份，存于）
- 東區地下街  臺北旅遊網 （页面存档备份，存于）